# Le Doulieu
 Le Doulieu là một xã ở tỉnh Nord trong vùng Hauts-de-France, Pháp.